# Lourdes Flores
Lourdes Celmira Rosario Flores Nano (Lima, 7 oktober 1959) is een Peruviaans politica en rechter. Ze was tijdens de verkiezingen van 2001 en van 2006 leider van de Christelijke Volkspartij en van de alliantie Nationale Eenheid.

## Biografie
Flores studeerde rechten aan de Pauselijke Katholieke Universiteit van Peru. Ze ontving de status master aan het Instituto de Empresa en ze behaalde een doctoraat aan de Universidad Complutense. Ze specialiseerde zich vervolgens in handels- en civiel recht. Flores gaf les in handelsrecht aan de Pauselijke Katholieke Universiteit en de Universiteit van Lima. Ze is momenteel rector van de Universidad San Ignacio de Loyola.